# Odugathur
Odugathur é uma panchayat (vila) no distrito de Vellore, no estado indiano de Tamil Nadu.

## Demografia
Segundo o censo de 2001,  Odugathur  tinha uma população de 8038 habitantes. Os indivíduos do sexo masculino constituem 49% da população e os do sexo feminino 51%. Odugathur tem uma taxa de literacia de 64%, superior à média nacional de 59.5%: a literacia no sexo masculino é de 73% e no sexo feminino é de 54%. Em Odugathur, 11% da população está abaixo dos 6 anos de idade.